# Leo Reisman

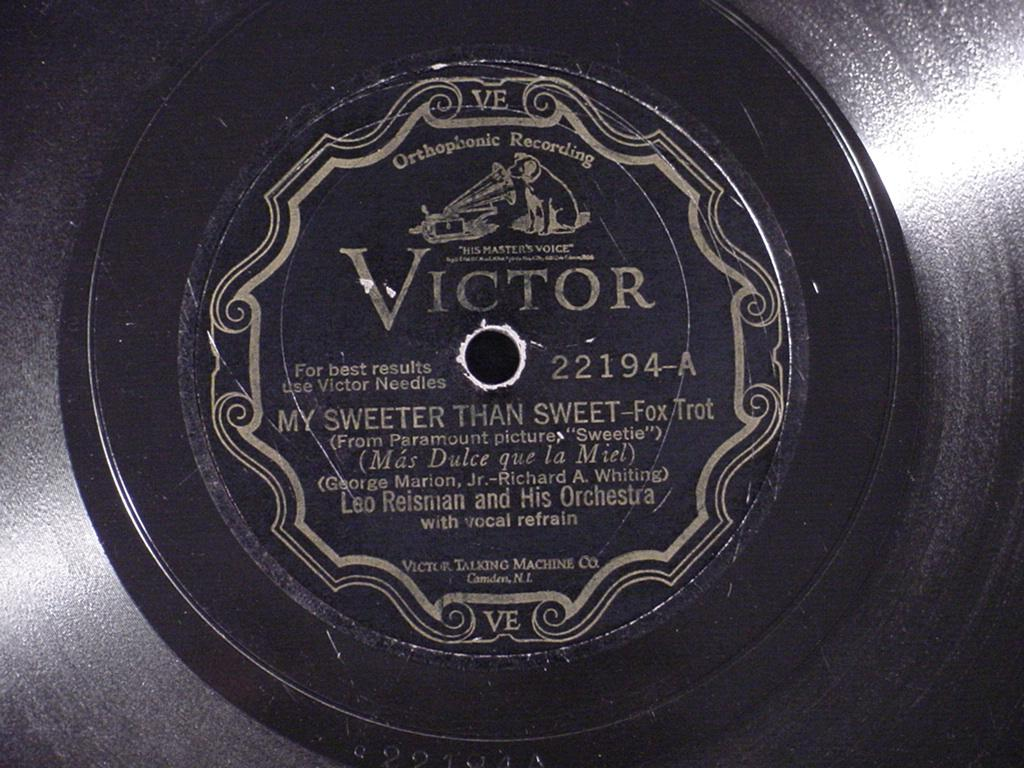
78er von Leo Reisman: „My Sweeter than Sweet“

Leo Reisman (* 11. Oktober 1897 in Boston; † 18. Dezember 1961 in Miami) war ein US-amerikanischer Violinist und Bigband-Leader im Bereich des Swing und der Populären Musik.

## Leben und Wirken
Nachdem er zuvor mit College-Orchestern gearbeitet hatte, gründete Leo Reisman Anfang der 1920er Jahre ein Tanzorchester, das Society Dance Orchestra. Abgesehen von einigen Tourneen entlang der Ostküste der USA trat er im Hotel Brunswick in Boston auf. Wie damals üblich, ließ Reisman mehrere Ensembles unter seinem Namen laufen. 1929 hatte er ein Engagement im New Yorker Central Park Casino; später trat er auch im Waldorf-Astoria auf und unternahm Tourneen nach Europa. In dieser Zeit hatte er mit dem Fats-Waller-Titel Ain’t Misbehavin’ (mit dem Sänger Lew Conrad, #2) einen Hit, ebenso mit Bye Bye Blackbird. Happy Days Are Here Again war im November 1929 mit dem Gesang von Lou Levin ein weiterer Erfolg, gefolgt von Out of Nowhere (1931, #6). Nummer-eins-Hits erzielte er dann mit Cole Porter Night and Day (1932, mit Fred Astaire als Sänger) und Con Conrads The Continental (1934).
Reisman nahm für die Label Columbia, Brunswick, Victor und Decca auf. in seiner Zeit bei Victor nahm Reisman viele weniger bekannte Broadway-Songs auf. Er stellte auch die Komponisten und Broadway-Künstler als seine Band-Vokalisten vor, so u. a. Harold Arlen, Fred Astaire, Smith Ballew, Clifton Webb und Arthur Schwartz. 1931/32 erhielt Lee Wiley Gelegenheit für erste Aufnahmen; auch Dinah Shore gehörte zu seinen Sängerinnen. An Reismans Aufnahmen wirkte außerdem der Ellington-Trompeter Bubber Miley mit.
Nachdem er sich aus dem Musikgeschäft zurückgezogen hatte, lebte er in Miami, wo er im Dezember 1961 starb.
Der Autor Leo Watson führt an, dass sich Reisman Ende der 1920er Jahre selbst als Jazz-Bandleader bezeichnete. Er sei auch für eine Reihe von Artikeln über Jazz in einem Magazin verantwortlich gewesen, aber eigentlich nie ein Freund des Jazz gewesen, auch wenn seine Musik zeitweise Hot-Charakter hatte.

## Verschiedenes
In seiner Band spielte auch der Pianist Eddy Duchin (1909–1951), dessen kurzes Leben in der Filmbiografie Geliebt in alle Ewigkeit (The Eddy Duchin Story; Duchy wird gespielt von Tyrone Power) dargestellt wird. Sein Mitwirken in der Reisman-Band stellt eine Episode des Films dar.
Wochenend und Sonnenschein von den Comedian Harmonists, aufgenommen am 22. August 1930, ist eigentlich eine Version von „Happy Days Are Here Again“, das am 20. November 1929 von Leo Reismans Orchester aufgenommen wurde.